# Coupe des nations de cyclisme sur piste 2025
Navigation
Coupe des nations 2024 Coupe des nations 2026
La Coupe des nations de cyclisme sur piste 2025 est une compétition organisée par l'UCI qui regroupe plusieurs épreuves de cyclisme sur piste. 
Une seule manche est au programme, c'est pourquoi l'UCI a été contrainte d'adapter les conditions de participation pour les championnats du monde de cyclisme sur piste 2025,. 

## Calendrier
| Date       | Pays    | Vélodrome          | Ville |
| ---------- | ------- | ------------------ | ----- |
| 14-16 mars | Turquie | Vélodrome de Konya | Konya |

## Classement par équipes
| Rang | Pays/Équipe      | KON   | Total |
| ---- | ---------------- | ----- | ----- |
| 1.   | Australie        | 10666 | 10666 |
| 2.   | Allemagne        | 9290  | 9290  |
| 3.   | Japon            | 8733  | 8733  |
| 4.   | France           | 8621  | 8621  |
| 5.   | Pays-Bas         | 8414  | 8414  |
| 6.   | Nouvelle-Zélande | 8033  | 8033  |
| 7.   | Canada           | 7465  | 7465  |
| 8.   | Grande-Bretagne  | 7320  | 7320  |
| 9.   | Pologne          | 6611  | 6611  |
| 10.  | Tchéquie         | 5471  | 5471  |

## Hommes

### Keirin

#### Résultats
| Lieu  | Vainqueur                    | Deuxième         | Troisième     |
| ----- | ---------------------------- | ---------------- | ------------- |
| Konya | Muhammad Shah Firdaus Sahrom | Sébastien Vigier | Shinji Nakano |

#### Classement
| Pos. | Cycliste                     | KON | Pts |
| 1.   | Muhammad Shah Firdaus Sahrom | 800 | 800 |
| 2.   | Sébastien Vigier             | 720 | 720 |
| 3.   | Shinji Nakano                | 640 | 640 |
| 4.   | Tom Derache                  | 600 | 600 |
| 5.   | Sam Dakin                    | 560 | 560 |
| 6.   | Daniel Barber                | 520 | 520 |
| 7.   | Leigh Hoffman                | 480 | 480 |
| 8.   | Kento Yamasaki               | 440 | 440 |
| 9.   | Esow Alban                   | 400 | 400 |
| 10.  | Ryan Dodyk                   | 360 | 360 |

### Vitesse individuelle

#### Résultats
| Lieu  | Vainqueur          | Deuxième             | Troisième   |
| ----- | ------------------ | -------------------- | ----------- |
| Konya | Matthew Richardson | Harry Ledingham-Horn | Rayan Helal |

#### Classement
| Pos. | Cycliste                     | KON | Pts |
| 1.   | Matthew Richardson           | 800 | 800 |
| 2.   | Harry Ledingham-Horn         | 720 | 720 |
| 3.   | Rayan Helal                  | 640 | 640 |
| 4.   | Leigh Hoffman                | 600 | 600 |
| 5.   | Daniel Barber                | 560 | 560 |
| 6.   | Nick Wammes                  | 520 | 520 |
| 7.   | Sébastien Vigier             | 480 | 480 |
| 8.   | Shinji Nakano                | 440 | 440 |
| 9.   | Njisane Phillip              | 400 | 400 |
| 10.  | Muhammad Shah Firdaus Sahrom | 360 | 360 |

### Vitesse par équipes

#### Résultats
| Lieu  | Vainqueur                                                                  | Deuxième                                           | Troisième                                               |
| ----- | -------------------------------------------------------------------------- | -------------------------------------------------- | ------------------------------------------------------- |
| Konya | Grande-Bretagne- Harry Ledingham-Horn - Harry Radford - Matthew Richardson | Japon- Yoshitaku Nagasako - Yuta Obara - Kaiya Ota | Australie- Daniel Barber - Ryan Elliott - Leigh Hoffman |

#### Classement
| Pos. | Cycliste        | KON  | Pts  |
| 1.   | Grande-Bretagne | 1200 | 1200 |
| 2.   | Japon           | 1080 | 1080 |
| 3.   | Australie       | 960  | 960  |
| 4.   | France          | 900  | 900  |
| 5.   | Canada          | 840  | 840  |
| 6.   | Tchéquie        | 780  | 780  |
| 7.   | Allemagne       | 720  | 720  |
| 8.   | Pays-Bas        | 660  | 660  |
| 9.   | Pologne         | 600  | 600  |
| 10.  | Malaisie        | 540  | 540  |

### Poursuite par équipes

#### Résultats
| Lieu  | Vainqueur                                                                                  | Deuxième                                                                     | Troisième                                                                        |
| ----- | ------------------------------------------------------------------------------------------ | ---------------------------------------------------------------------------- | -------------------------------------------------------------------------------- |
| Konya | Australie- Liam Walsh - Blake Agnoletto - Josh Duffy - James Moriarty - Oliver Bleddyn (q) | États-Unis- Ashlin Barry - David Domonoske - Graeme Frislie - Anders Johnson | Nouvelle-Zélande- Tom Sexton - Marshall Erwood - Keegan Hornblow - Nick Kergozou |

#### Classement
| Pos. | Cycliste         | KON  | Pts  |
| 1.   | Australie        | 1600 | 1600 |
| 2.   | États-Unis       | 1440 | 1440 |
| 3.   | Nouvelle-Zélande | 1280 | 1280 |
| 4.   | France           | 1200 | 1200 |
| 5.   | Suisse           | 1120 | 1120 |
| 6.   | Allemagne        | 1040 | 1040 |
| 7.   | Italie           | 960  | 960  |
| 8.   | Japon            | 880  | 880  |
| 9.   | Canada           | 800  | 800  |
| 10.  | Pologne          | 720  | 720  |

### Américaine

#### Résultats
| Lieu  | Vainqueur                               | Deuxième                                 | Troisième                                    |
| ----- | --------------------------------------- | ---------------------------------------- | -------------------------------------------- |
| Konya | Espagne- Sebastián Mora - Albert Torres | Pays-Bas- Vincent Hoppezak - Yoeri Havik | Belgique- Jules Hesters - Noah Vandenbranden |

#### Classement
| Pos. | Cycliste         | KON  | Pts  |
| 1.   | Espagne          | 1600 | 1600 |
| 2.   | Pays-Bas         | 1440 | 1440 |
| 3.   | Belgique         | 1280 | 1280 |
| 4.   | Grande-Bretagne  | 1200 | 1200 |
| 5.   | France           | 1120 | 1120 |
| 6.   | Nouvelle-Zélande | 1040 | 1040 |
| 7.   | Portugal         | 960  | 960  |
| 8.   | États-Unis       | 880  | 880  |
| 9.   | Australie        | 800  | 800  |
| 10.  | Autriche         | 720  | 720  |

### Omnium

#### Résultats
| Lieu  | Vainqueur      | Deuxième     | Troisième        |
| ----- | -------------- | ------------ | ---------------- |
| Konya | Yanne Dorenbos | Ashlin Barry | Kazushige Kuboki |

#### Classement
| Pos. | Cycliste           | KON | Pts |
| 1.   | Yanne Dorenbos     | 800 | 800 |
| 2.   | Ashlin Barry       | 720 | 720 |
| 3.   | Kazushige Kuboki   | 640 | 640 |
| 4.   | Diogo Narciso      | 600 | 600 |
| 5.   | Noah Vandenbranden | 560 | 560 |
| 6.   | Albert Torres      | 520 | 520 |
| 7.   | Tim Wafler         | 480 | 480 |
| 8.   | Campbell Stewart   | 440 | 440 |
| 9.   | Liam Walsh         | 400 | 400 |
| 10.  | Ben Wiggins        | 360 | 360 |

### Course à l'élimination

#### Résultats
| Lieu  | Vainqueur     | Deuxième   | Troisième  |
| ----- | ------------- | ---------- | ---------- |
| Konya | Jules Hesters | Noah Wulff | Tim Wafler |

#### Classement
| Pos. | Cycliste         | KON | Pts |
| 1.   | Jules Hesters    | 800 | 800 |
| 2.   | Noah Wulff       | 720 | 720 |
| 3.   | Tim Wafler       | 640 | 640 |
| 4.   | Vincent Hoppezak | 600 | 600 |
| 5.   | Ilya Savekin     | 560 | 560 |
| 6.   | Oliver Bleddyn   | 520 | 520 |
| 7.   | Peter Moore      | 480 | 480 |
| 8.   | Mario Anguela    | 440 | 440 |
| 9.   | Jacob Decar      | 400 | 400 |
| 10.  | João Matias      | 360 | 360 |

## Femmes

### Keirin

#### Résultats
| Lieu  | Vainqueur     | Deuxième             | Troisième |
| ----- | ------------- | -------------------- | --------- |
| Konya | Mathilde Gros | Veronika Jaborníková | Mina Sato |

#### Classement
| Pos. | Cycliste             | KON | Pts |
| 1.   | Mathilde Gros        | 800 | 800 |
| 2.   | Veronika Jaborníková | 720 | 720 |
| 3.   | Mina Sato            | 640 | 640 |
| 4.   | Yuan Liying          | 600 | 600 |
| 5.   | Clara Schneider      | 560 | 560 |
| 6.   | Alina Lysenko        | 520 | 520 |
| 7.   | Lea Sophie Friedrich | 480 | 480 |
| 8.   | Steffie van der Peet | 440 | 440 |
| 9.   | Lauriane Genest      | 400 | 400 |
| 10.  | Marlena Karwacka     | 360 | 360 |

### Vitesse individuelle

#### Résultats
| Lieu  | Vainqueur   | Deuxième      | Troisième         |
| ----- | ----------- | ------------- | ----------------- |
| Konya | Yuan Liying | Alina Lysenko | Hetty van de Wouw |

#### Classement
| Pos. | Cycliste             | KON | Pts |
| 1.   | Yuan Liying          | 800 | 800 |
| 2.   | Alina Lysenko        | 720 | 720 |
| 3.   | Hetty van de Wouw    | 640 | 640 |
| 4.   | Miriam Vece          | 600 | 600 |
| 5.   | Mina Sato            | 560 | 560 |
| 6.   | Lauriane Genest      | 520 | 520 |
| 7.   | Mathilde Gros        | 480 | 480 |
| 8.   | Lowri Thomas         | 440 | 440 |
| 9.   | Lea Sophie Friedrich | 400 | 400 |
| 10.  | Rhian Edmunds        | 360 | 360 |

### Vitesse par équipes

#### Résultats
| Lieu  | Vainqueur                                                           | Deuxième                                                    | Troisième                                                            |
| ----- | ------------------------------------------------------------------- | ----------------------------------------------------------- | -------------------------------------------------------------------- |
| Konya | Pays-Bas- Kimberly Kalee - Hetty van de Wouw - Steffie van der Peet | Grande-Bretagne- Lauren Bell - Rhian Edmunds - Lowri Thomas | Allemagne- Lea Sophie Friedrich - Pauline Grabosch - Clara Schneider |

#### Classement
| Pos. | Cycliste        | KON  | Pts  |
| 1.   | Pays-Bas        | 1200 | 1200 |
| 2.   | Grande-Bretagne | 1080 | 1080 |
| 3.   | Allemagne       | 960  | 960  |
| 4.   | Pologne         | 900  | 900  |
| 5.   | Australie       | 840  | 840  |
| 6.   | Japon           | 780  | 780  |
| 7.   | Tchéquie        | 720  | 720  |
| 8.   | Ukraine         | 660  | 660  |
| 9.   | Mexique         | 600  | 600  |

### Poursuite par équipes

#### Résultats
| Lieu  | Vainqueur                                                                      | Deuxième                                                                                                   | Troisième                                                                                  |
| ----- | ------------------------------------------------------------------------------ | --- | ------------------------------------------------------------------------------------------ |
| Konya | Allemagne- Messane Bräutigam - Franziska Brauße - Lisa Klein - Laura Süßemilch | Nouvelle-Zélande- Emily Shearman - Bryony Botha - Samantha Donnelly - Prudence Fowler - Ally Wollaston (q) | Australie- Maeve Plouffe - Keira Will - Claudia Marcks - Sophie Edwards - Sally Carter (q) |

#### Classement
| Pos. | Cycliste         | KON  | Pts  |
| 1.   | Allemagne        | 1600 | 1600 |
| 2.   | Nouvelle-Zélande | 1440 | 1440 |
| 3.   | Australie        | 1280 | 1280 |
| 4.   | Pologne          | 1200 | 1200 |
| 5.   | Belgique         | 1120 | 1120 |
| 6.   | Canada           | 1040 | 1040 |
| 7.   | Suisse           | 960  | 960  |
| 8.   | France           | 880  | 880  |

### Américaine

#### Résultats
| Lieu  | Vainqueur                                           | Deuxième                                          | Troisième                                            |
| ----- | --------------------------------------------------- | ------------------------------------------------- | ---------------------------------------------------- |
| Konya | Danemark- Amalie Dideriksen - Ellen Hjøllund Klinge | Allemagne- Messane Bräutigam - Lea Lin Teutenberg | Nouvelle-Zélande- Samantha Donnelly - Emily Shearman |

#### Classement
| Pos. | Cycliste         | KON  | Pts  |
| 1.   | Danemark         | 1600 | 1600 |
| 2.   | Allemagne        | 1440 | 1440 |
| 3.   | Nouvelle-Zélande | 1280 | 1280 |
| 4.   | Suisse           | 1200 | 1200 |
| 5.   | Australie        | 1120 | 1120 |
| 6.   | Japon            | 1040 | 1040 |
| 7.   | Tchéquie         | 960  | 960  |
| 8.   | Pologne          | 880  | 880  |
| 9.   | Belgique         | 800  | 800  |
| 10.  | Canada           | 720  | 720  |

### Omnium

#### Résultats
| Lieu  | Vainqueur      | Deuxième       | Troisième        |
| ----- | -------------- | -------------- | ---------------- |
| Konya | Ally Wollaston | Lisa van Belle | Valeria Valgonen |

#### Classement
| Pos. | Cycliste         | KON | Pts |
| 1.   | Ally Wollaston   | 800 | 800 |
| 2.   | Lisa van Belle   | 720 | 720 |
| 3.   | Valeria Valgonen | 640 | 640 |
| 4.   | Anita Stenberg   | 600 | 600 |
| 5.   | Olga Wankiewicz  | 560 | 560 |
| 6.   | Yareli Acevedo   | 520 | 520 |
| 7.   | Tsuyaka Uchino   | 480 | 480 |
| 8.   | Liu Jiali        | 440 | 440 |
| 9.   | Petra Ševčíková  | 400 | 400 |
| 10.  | Maeve Plouffe    | 360 | 360 |

### Course à l'élimination

#### Résultats
| Lieu  | Vainqueur      | Deuxième       | Troisième    |
| ----- | -------------- | -------------- | ------------ |
| Konya | Yareli Acevedo | Lisa van Belle | Mizuki Ikeda |

#### Classement
| Pos. | Cycliste              | KON | Pts |
| 1.   | Yareli Acevedo        | 800 | 800 |
| 2.   | Lisa van Belle        | 720 | 720 |
| 3.   | Mizuki Ikeda          | 640 | 640 |
| 4.   | Ellen Hjøllund Klinge | 600 | 600 |
| 5.   | Ally Wollaston        | 560 | 560 |
| 6.   | Valeria Valgonen      | 520 | 520 |
| 7.   | Lea Lin Teutenberg    | 480 | 480 |
| 8.   | Aoife O'Brien         | 440 | 440 |
| 9.   | Nafosat Kozieva       | 400 | 400 |
| 10.  | Maja Tracka           | 360 | 360 |